# Ситком
Ситком (від ситуаційна комедія) або комедія ситуацій (англ. sitcom, situation comedy) — жанр комедійних програм, що виник в США на радіо в 1920-х роках. У наш час[коли?] ситкоми переважно є телевізійними передачами. Ситкоми зазвичай складаються з постійних персонажів у звичайному оточенні, такому як дім або робоче місце.

## Історія жанру
Вважається, що такий формат, як «ситком» вперше з'явився в США на радіо. В 1926 році на радіо WGN, в Чикаго, вийшло в ефір шоу «Sam and Henry» (Сем і Генрі), що було створене за гумористичними коміксами. В 1928 році на радіо CBS вийшло шоу «Amos & Andy» (Еймос та Енді), яке стало найпопулярнішою комедією ситуацій у 20-30-х роках. Термін «sitcom» (ситком) був офіційно введений в ефір у 1951 році, відразу після дебюту телевізійної комедії «I Love Lucy» (Я кохаю Люсі). Після цієї події «sitcom» (ситком) став позначенням назви телевізійних серіалів комедій. «Комедія ситуацій» — це також різновид комедії в драматургії, наприклад комедії Шекспіра («Сон літньої ночі»).
Традиційний формат ситкому 30 хвилин (22 хвилини ефірного часу і 8 хвилин реклами). Основні персонажі не змінюються, події кожної серії підходять до свого логічного завершення у кінці кожної серії та зазвичай більш не згадуються в наступних (це об'єднує ситкоми з телесеріалами дії). Приклади найвідоміших ситкомів: «The Simpsons» (Сімпсони), «Friends» (Друзі), «My Name is Earl» (Мене звуть Ерл), «The Office» (Офіс), «Scrubs» (Клініка).

## Характеристика жанру
Приклад сюжетних ситкомів: персонаж «сидить, наче в сливах», в незвичній для себе ситуації (fish out of water); контраст персонажів; дитячий, наївний підхід до питання; пародія на загальні норми, персонажів, шоу; інтелектуальний персонаж, що допомагає іншим; комічний персонаж, що незвично реагує на те, що відбувається; улюбленець дам, «бабій», дамський догідник, ловелас; етнічні відмінності.
Характерною рисою традиційного ситкому, такого як, наприклад, «Друзі» чи «The IT Crowd», є позакадровий сміх.
Звукова доріжка сміху може додаватися такими способами:
- Фільмування серії в присутності глядачів, як у театрі.
- Запис сміху глядачів під час демонстрації вже відзнятої серії (зазвичай використовується, коли серія знімається поза студією).
- Накладення сміху, записаного окремо. Така практика з'явилася в США для спрощення організації та зниження кошту фільмувань і отримала назву «консервований сміх» (англ. canned laughs).

З кінця 1990-х років нові ситкоми поступово стали відходити від традиції позакадрового сміху. Наприклад, серіал «Клініка».

## Джерело
1. 1 2  sitcom | Etymology of sitcom by etymonline. www.etymonline.com (англ.).